# Mučenici Krista Kralja

Mučenici Krista Kralja (šp. los Mártires de Cristo Rey), poznati i kao Meksički mučenici, skupina su svetaca i blaženika Katoličke Crkve ubijenih in odium fidei (iz mržnje prema vjeri) u razdoblju velikih progona katolika u Meksiku u 20. stoljeću, pod vodstvom tada vladajuće socijalističke Institucionalne revolucionarne partije (šp. Partido Revolucionario Institucional, PRO).
Papa Ivan Pavao II. kanonizirao je 21. svibnja 2000. dvadesetpetoricu mučenika (dvadaesetidvojicu svećenika i tri laika), beatificiranih 1992. Kardinal José Saraiva Martins predvodio je beatifikaciju trinaestero mučenika, većinom laika, 20. studenoga 2005. Prozvani su Mučenicima Krista Kralja po uskliku i pozdravu cristerosa »Viva Christo Rey!« (»Živio Krist Kralj!«). U Guadalajari nalazi se svetište posvećeno ovim mučenicima.
| Sveci - sv. Agustin Caloca - sv. Atilano Cruz Alvarado - sv. Cristobal Magallanes - sv. David Galván Bermudes - sv. David Uribe Verlasco - sv. Jenaro Sánchez Delgadillo - sv. Jesús Mendez Montoya - sv. José Isabel Flores Varela - sv. José Maria Robles hurtado - sv. Jóven Salvador Lara Puente - sv. Julio Álvarez Mendoza - sv. Justino Orona Madrigal - sv. Luis Batiz Sáinz - sv. Manuel Morales - sv. Margarito Glores García - sv. Mateo Correa Magallanes - sv. Miguel de la Mora - sv. Pedro de Jesús Maldonado Lucero - sv. Pedro Esqueda Ramírez - sv. Rodrigo Aguilar Alemán - sv. Román Adame Rosales - sv. Sabas Reyes Salazar - sv. Tranquilino Ubiarco - sv. Toribio Romo González | Blaženici - bl. Anacleto González Flores - bl. Andrés Solá Molist - bl. Ángel Darío Acosta Zurita - bl. Ezequiel Huerta Gutiérrez - bl. Jorge Vargas González - bl. José Sanchez del Río - bl. José Trinidad Rangel Montaño - bl. Leonardo Pérez Larios - bl. Luis Magaña Servín - bl. Luis Padilla Gómez - bl. Miguel Gómez Loza - bl. Mateo Elías del Socorro Nieves - bl. Miguel Agustin Pro Juárez - bl. Ramón Vargas González - bl. Salvador Huerta Gutiérrez |